# الواد سيدي اسعيد (النعيرات أولاد سليمان)
الواد سيدي اسعيد هو دُوَّار يقع بجماعة أولاد أمرابط، إقليم الصويرة، جهة مراكش آسفي في المملكة المغربية. ينتمي الدوّار لمشيخة النعيرات أولاد سليمان التي تضم 5 دواوير. يقدر عدد سكانه بـ 1180 نسمة حسب الإحصاء الرسمي للسكان والسكنى لسنة 2004.

## روابط خارجية
- البوابة الوطنية للجماعات الترابية
- المندوبية السامية للتخطيط